# Gunnar Samuelsson (botaniker)
Gunnar Samuelsson, född 27 augusti 1885 i Norrtälje, död 14 januari 1944 i Danderyds församling, Stockholms län, var en svensk botaniker.
Samuelsson avlade mogenhetsexamen i Strängnäs 1903, blev filosofie doktor i Uppsala 1913 och docent i botanik där samma år samt konservator vid Uppsala universitets botaniska museum 1914. Han blev intendent och professor vid Naturhistoriska riksmuseets i Stockholm botaniska avdelning 1924.
Utöver floristiska undersökningar behandlade han främst spörsmål rörande arternas utbredning och historia inom landet, såsom i Om de ädla löfträdens forna utbredning i öfre Öster-Dalarne (1906), Regionförskjutningar inom Dalarne (1910) och Ueber den Rückgang der Haselgrenze und anderer pflanzengeographischer Grenzlinien in Skandinavien (1915). Av liknande innehåll är arbetena Ueber die Verbreitung einiger endemischer Pflanzen och Scottish Peat Mosses (1910). 
Han företog från 1904 en rad växtgeografiska forskningsresor i Dalarna, vilket bland annat resulterade i Ueber die Vegetation der Hochgebirgsgegenden von Dalarne (1916). Hans gradualavhandling Studien über die Entwicklungsgeschichte der Blüten einiger Bicornes-Typen (1913) innehåller histologiska och embryologiska undersökningar, som med framgång används för växtsystematiskt ändamål; bland annat uppvisade han på så sätt i nämnda avhandling släktskapen mellan empetracéer och ljungväxter. Han invaldes som ledamot av Vetenskapsakademien 1939.
Gunnar Samuelsson var son till läroverksadjunkten Wilhelm Samuelsson i Strängnäs. Modern Wilhelmina Senell var släktforskare och ättling till släkten Elvius, ett namn som Gunnar Samuelssons bror upptog, lektorn och tekniska skriftställaren Sven Elvius. Gunnar Samuelsson är begraven på Uppsala gamla kyrkogård.